# Рено, Крис
Крис Рено (англ. Chris Renaud; род. декабрь 1966, Балтимор, Мэриленд) — американский иллюстратор, кинорежиссёр, раскадровщик, графический дизайнер и актёр озвучивания. Был номинирован на премию «Оскар» за короткометражный анимационный фильм 2006 года «Не время для орехов», в котором фигурировал персонаж Скрат из серии полнометражных анимационных фильмов «Ледниковый период». Самая популярная его работа — франшиза «Гадкий я», в том числе «Гадкий я» и «Гадкий я 2», режиссёром которых он стал вместе с Пьером Коффеном. Вместе с Коффеном Крис Крено также озвучил миньонов из «Гадкого я».

## Биография
Крис Рено родился в 1966 году в Балтиморе, штат Мэриленд. Когда ему было 15 лет, он вместе с родителями переехал в Бетлехем, штат Пенсильвания, потому что его отец работал в Bethlehem Steel и был переведён в их главный офис. Рено сказал, что у него были смешанные чувства по поводу этого переезда, и что это его расстроило, но это также было одним из лучших событий в его жизни, потому что оно показало ему, «что там был большой, большой мир». Рено был художником для школьных ежегодников и газеты и имел стремление создавать комиксы.  В 1985 году он окончил среднюю школу Паркленд в Аллентауне, штат Пенсильвания, и поступил в художественную школу им. Баума, где получил стипендию в размере 1 000 $.
После окончания Сиракузского университета со степенью иллюстратора в 1989 году Рено начал работать графическим дизайнером в индустрии спортивных развлечений. Он создал логотипы и талисманы для NFL Properties, NBA и Foot Locker. Проработав дизайнером и иллюстратором в различных изданиях и агентствах, Крис начал рисовать и писать комиксы. Работая как для Marvel Comics, так и для DC Comics, его проекты включали в себя иллюстрацию комикса Star Trek: Starfleet Academy от Marvel и продвижение концепции истории, которая эволюционировала в Batman: Cataclysm.
В качестве художника-постановщика «Книги Пуха» на Disney Chanell Рено перешёл в мир детского телевидения. После этого новаторского проекта он смог создавать виртуальные декорации и кукольных персонажей для «Медведя в большом синем доме», «Лентяево », Curious Pictures и Sony Pictures Animation.
Рено работал на Blue Sky Studios в художника раскадровки в мультфильмах «Роботы», « Ледниковый период 2: Глобальное потепление» и адаптации доктора Сьюза «Хортон». Он написал сценарий и был одним из режиссёров короткометражного мультфильма «Не время для орехов», получившего премию Энни и номинацию на «Оскар» в 2007 году за короткометражный анимационный фильм. Он также был включён в «Animation Show of Shows» в 2006 году.
Рено переехал в Париж, чтобы работать в Illumination Entertainment. Режиссируя «Гадкий я» (2010), он вместе с Пьером Коффеном начал работать над концепцией знаменитых приспешников Гру — миньонов. Изначально велись разговоры о создании роботов из существ. Затем Рено догадался, что они могут быть «кротами», и надел на них очки. «Я сделал очень грубый, некрасивый, маленький набросок, объединив некоторые элементы в «крота», и отправил его Пьеру, который затем обсудил его с Эриком Гийоном, арт-директором и окончательным дизайнером миньонов, и они взяли некоторые идеи, и вместе мы придумали, как выглядят миньоны». Чем больше создатели фильма работали над маленькими ребятами, тем более жёлтыми и цилиндрическими они становились. Рено заявил, что «Эрик продолжал дорабатывать идею и приближал [миньонов] к детям. Он сделал их смешнее, проще и ярче». Вдохновителями для миньонов были умпа-лумпы из Вилли Вонки и джавы из «Звёздных войн», а также звезды немого кино Бастер Китон и Чарли Чаплин и герои мультфильмов Warner Bros.
В контракте с четырьмя картинами Крис снял «Гадкий я» (2010), «Лоракс» (2012), «Гадкий я 2» (2013) и «Тайную жизнь домашних животных» (2016). Рено подписал новый контракт с Illumination Entertainment в 2013 году, сказав: «Мне нравится работать с Illumination. Они дали мне беспрецедентную возможность снимать один фильм за другим. Очень часто режиссёры-мультипликаторы снимают один фильм, а следующие пять лет тратят на создание другого. Но я нахожусь в уникальном положении: могу продолжать работать и снимать фильмы... Так что мне очень повезло».
В интервью 2012 года он упомянул, что в детстве читал книги доктора Сьюза, и это повлияло на его работу с такими фильмами, как «Лоракс».  Когда его спросили, переключится ли он на фильмы с живыми боевиками, он сказал, что думал об этом, и что это может произойти в будущем, но пока он чувствует себя комфортно с анимацией.
Рено был исполнительным продюсером «Гадкий я 3» (2017).

## Личная жизнь
Жил с 2008—2009 годов в Париже со своей женой Лорен и двумя детьми, Джоном и Кили.

## Фильмография
| Год  | Фильм                                      | Примечание              | Роль                                                     |
| ---- | ------------------------------------------ | ----------------------- | -------------------------------------------------------- |
| 2005 | Роботы                                     | Художник-раскадровщик   |                                                          |
| 2006 | Ледниковый период 2: Глобальное потепление | Художник-раскадровщик   |                                                          |
| 2008 | Хортон                                     | Художник-раскадровщик   |                                                          |
| 2009 | Ледниковый период 3: Эра динозавров        | Художник-раскадровщик   |                                                          |
| 2010 | Гадкий я                                   | Режиссёр                | Миньон Дэйв                                              |
| 2012 | Лоракс                                     | Режиссёр                | лесные животные                                          |
| 2013 | Гадкий я 2                                 | Режиссёр                | второстепенные миньоны злые миньоны итальянский официант |
| 2015 | Миньоны                                    | Исполнительный продюсер |                                                          |
| 2016 | Тайная жизнь домашних животных             | Режиссёр                | Норман                                                   |
| 2016 | Зверопой                                   |                         | второстепенные персонажи                                 |
| 2017 | Гадкий я 3                                 | Исполнительный продюсер |                                                          |
| 2018 | Гринч                                      | Исполнительный продюсер |                                                          |
| 2019 | Тайная жизнь домашних животных 2           | Режиссёр                | Норман                                                   |
| 2021 | Космический джем: Новое поколение          | Художник-раскадровщик   |                                                          |
| 2022 | Миньоны: Грювитация                        | Режиссёр                |                                                          |

### Телевидение
| Год       | Заголовок                    | Роль | Примечание                               |
| --------- | ---------------------------- | ---- | ---------------------------------------- |
| 2001—2004 | Книга Пуха                   |      | Арт-директор Художник-постановщик        |
| 2006      | Медведь в большом синем доме |      | Графический дизайнер                     |
| 2006      | Это большой большой мир      |      | Дизайнер персонажей Художник-постановщик |